# 大山尚雄
大山 尚雄（おおやま ひさお、1958年3月19日 - ）は、日本の男性声優、ナレーター。東京都豊島区西巣鴨、新宿区中井出身。

## 略歴
東京都新宿区中井で育つ。
3歳の時に劇団こまどりに入団、子役として活動し、テレビドラマ、映画に出演。
実家が道路拡張工事のため、埼玉県浦和市（現さいたま市）に転居したことで芸能活動を休止し、中学、高校時代は野球部に所属し、埼玉県立与野高等学校の野球部の選手として活躍。
高校卒業後、亜細亜大学法学部に進学し、新聞配達をしながら通学、同大学卒業後、芝居に対しての情熱が再燃し、南原宏治が主宰していた劇団天地劇入団したが、劇団生活になじめず1年半ほどで退団。
1983年、東京俳優生活協同組合の俳協付属養成所に入所し、声優としての活動を始める。
以前は東京俳優生活協同組合、リアライズプロモーション、アクセントに所属していた。

## 人物
声種はハイバリトン。
特技は歌、趣味はゴルフ、競馬、麻雀、ゴーカート。免許・資格は普通自動車。

## 出演作品

### テレビドラマ
- 三匹の侍 第5シリーズ 第6話「にがい汐」（1967年） - 次郎松
- おれたち夏希と甲子園（1982年） - 森谷和昭

### テレビアニメ
- 機甲創世記モスピーダ（1983年） - レイ[6]
- 超攻速ガルビオン（1984年） - バレル
- 小公女セーラ（1985年） - 船員
- キャプテン翼（1986年） - 佐野

### 映画
- キャプテン翼 ヨーロッパ大決戦（1985年、リチャード）
- キャプテン翼 危うし! 全日本Jr.（1985年、リチャード[7]）
- キャプテン翼 明日に向って走れ!（1986年、佐野[8]）
- キャプテン翼 世界大決戦!! Jr.ワールドカップ（1986年、ディアス[9]）

### OVA
- JUNK BOY（1987年）
- 銀河英雄伝説（1989年） - カール・エドワルド・バイエルライン（初代）

### ゲーム
- キャプテン翼（メガCD）（1994年） - 佐野満
- キャプテン翼 (PlayStation 2)（2006年） - 佐野満
- キャプテン翼 〜たたかえドリームチーム〜（2017年） - 佐野満[10]

### 吹き替え
- タイムマシーンにお願い（バーデル大尉）

### ラジオドラマ
- サウンド夢工房 ユンカース・カム・ヒア（NHK-FM） - 田代順
- 青春アドベンチャー（NHK-FM） 
  - 夏への扉 - ジョン
  - 名馬風の王 - ナレーター
  - 夢源氏剣祭文 - 藤原秀郷
- フィールドクッキング（ジャパンエフエムネットワーク）
- サウンドオブネイチャー（同上）

### テレビ番組
- グリーンチャンネル日曜競馬完全中継（メインキャスター）
- グリーンチャンネルホースステーション

### ナレーション
- 午後は○○おもいッきりテレビ
- すくすく子育て
- Harajukuロンチャーズ
- 銀座・神戸　癒しの二都物語（旅チャンネル）
- 世界最大級客船!西カリブ海クルーズ（旅チャンネル）
- 競馬予想TV!